# Ministère de l'Éducation nationale et de la Formation professionnelle
Le Ministère de l'Éducation nationale et de la Formation professionnelle (MENFP) est un ministère du gouvernement d'Haïti. Ce ministère est responsable de la formation professionnelle et de l'éducation en Haïti.